# Banpaal Spaarnwouderdijk
De Banpaal Spaarnwouderdijk is een banpaal uit 1624, die vanaf die tijd stond aan de Spaarndammerdijk buiten Amsterdam.
De paal was net geplaatst toen Rembrandt van Rijn op een van zijn tochten deze obeliskachtige staander vastlegde nabij een boerderij. Hij schetste de gehele paal, maar onthoofdde hem op de definitieve ets Landschap met een obelisk. De banpaal is een oudere collega van de veel bekendere banpaal aan de Sloterweg uit 1794 en een even oude collega van banpalen aan de Amsterdamseweg in Amstelveen (1625) en aan de Amstel/Kalfjeslaan (1625). Er stonden ook nog banpalen aan de Diemerdam en in Landsmeer, maar deze zijn verdwenen. Daar waar die drie overgebleven palen sinds de plaatsing standvastig bleken, maakte de banpaal Spaarndammerdijk een rondtocht door de stad.
Hendrik Gerrit ten Cate kwam in de jaren dertig van de 19e eeuw ook langs deze banpaal en legde hem vast via een tweetal aquarellen, waarvan er een in het bezit is van het Rijksmuseum Amsterdam. Ten Cate beeldde de gehele paal af, maar onderzoek wees uit dat de top toen al verloren was gegaan. Verdere beschadigingen in bijvoorbeeld 1836 door storm noopte de gemeente Amsterdam de paal in 1867 af te breken. De restanten verdwenen uit zicht, maar wel bewaard. In 1947 dook de geschiedenis van de paal weer op. De beheerder van de Spaarndammerdijk, het Hoogheemraadschap Rijnland meldde toen aan Willem Sandberg, directeur van het Amsterdams Historisch Museum in de Waag, dat ze de historie van de banpaal hadden weten te (re-)construeren. Hij zou een tijd doorbrengen bij de boerderij op Spaarndammerdijk 645, alwaar destijds nog delen van een zandstenen voetstuk werden teruggevonden. Omzwervingen en overleg leidden ertoe dat de paal uiteindelijk terecht komt in de tuin van het Stedelijk Museum Amsterdam. Deze tuin wordt in verband met de bouw van een nieuwe vleugel (Sandberg-vleugel) opgedoekt; de gemeente vindt een nieuwe plaats bij het herstellingsoord Beatrixoord in het Oosterpark. Daar werd ze collega van de limietpalen Oosterpark; ze stond in een veldje achteraf. In 1999 begint de geschiedenis opnieuw. "Vereniging Brettenzone Natuurlijk" liet hun oog vallen op de banpaal en wilde hem zo dicht mogelijk plaatsen op zijn historische plek. Van een Spaarndammerdijk is door herindeling/herinrichting van de gebieden echter niets meer terug te vinden en op de oorspronkelijk plaats blijkt bij berekening een postsorteerbedrijf te zijn gevestigd. Gesteggel tussen standsdelen en centrale stad levert uiteindelijk op dat de restanten van de banpaal worden neergezet op de Spaarnwouderdijk nabij het boezemgemaal langs de Westrandweg, ongeveer 150 meter van haar oorspronkelijke plaats.
De kaart van Hoogheemraadschap Rijnland uit 1746 laat in de Spieringhorner Binnenpolder langs de Sparendamsen Dyck twee “myl paelen”, Oude Myl Pael en Myl Pael, zien. In 1642 was namelijk deze nieuwe geplaatst in verband met uitbreiding van de stad Amsterdam. 

## Afbeeldingen

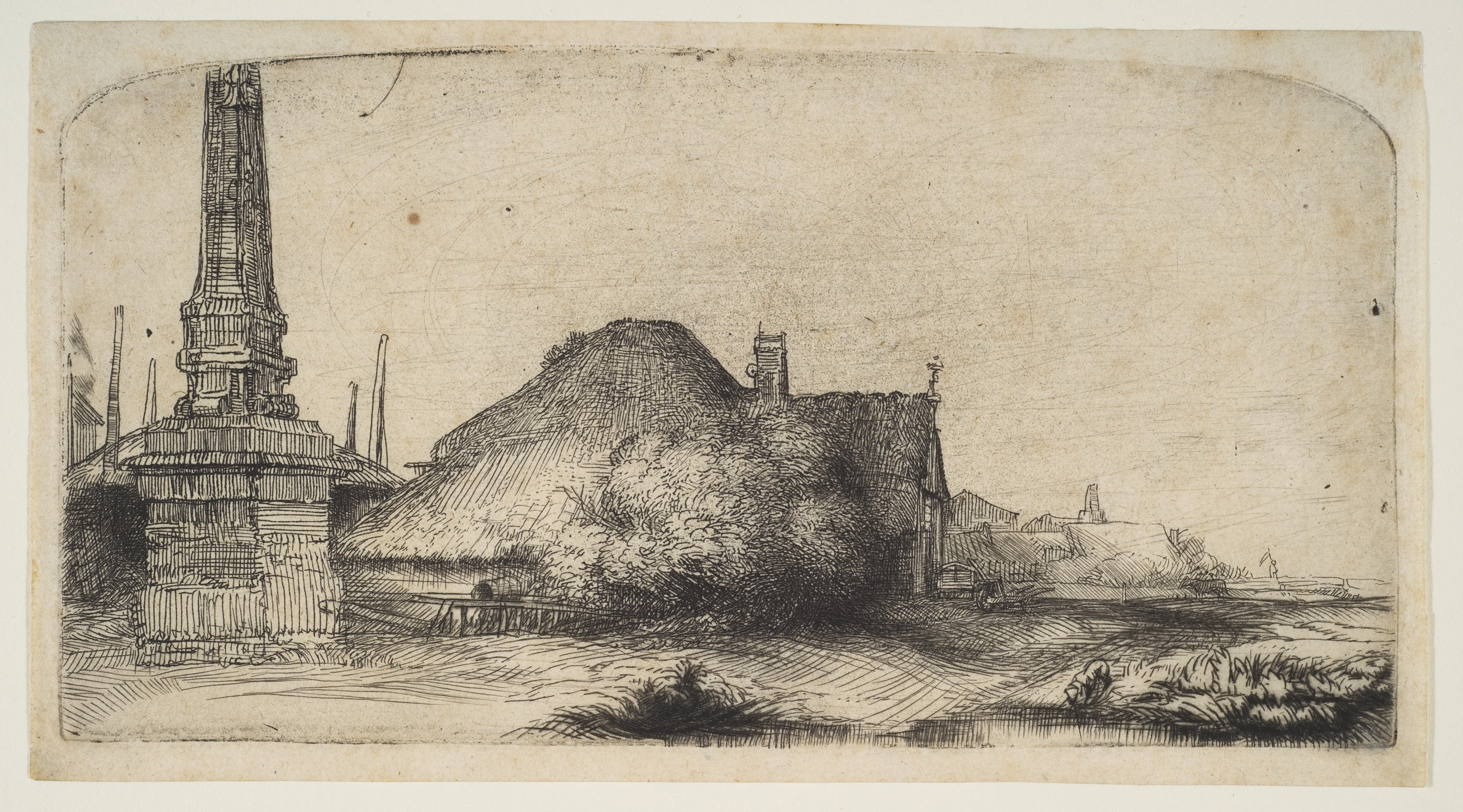
Ets van Rembrandt landschap met een obelisk
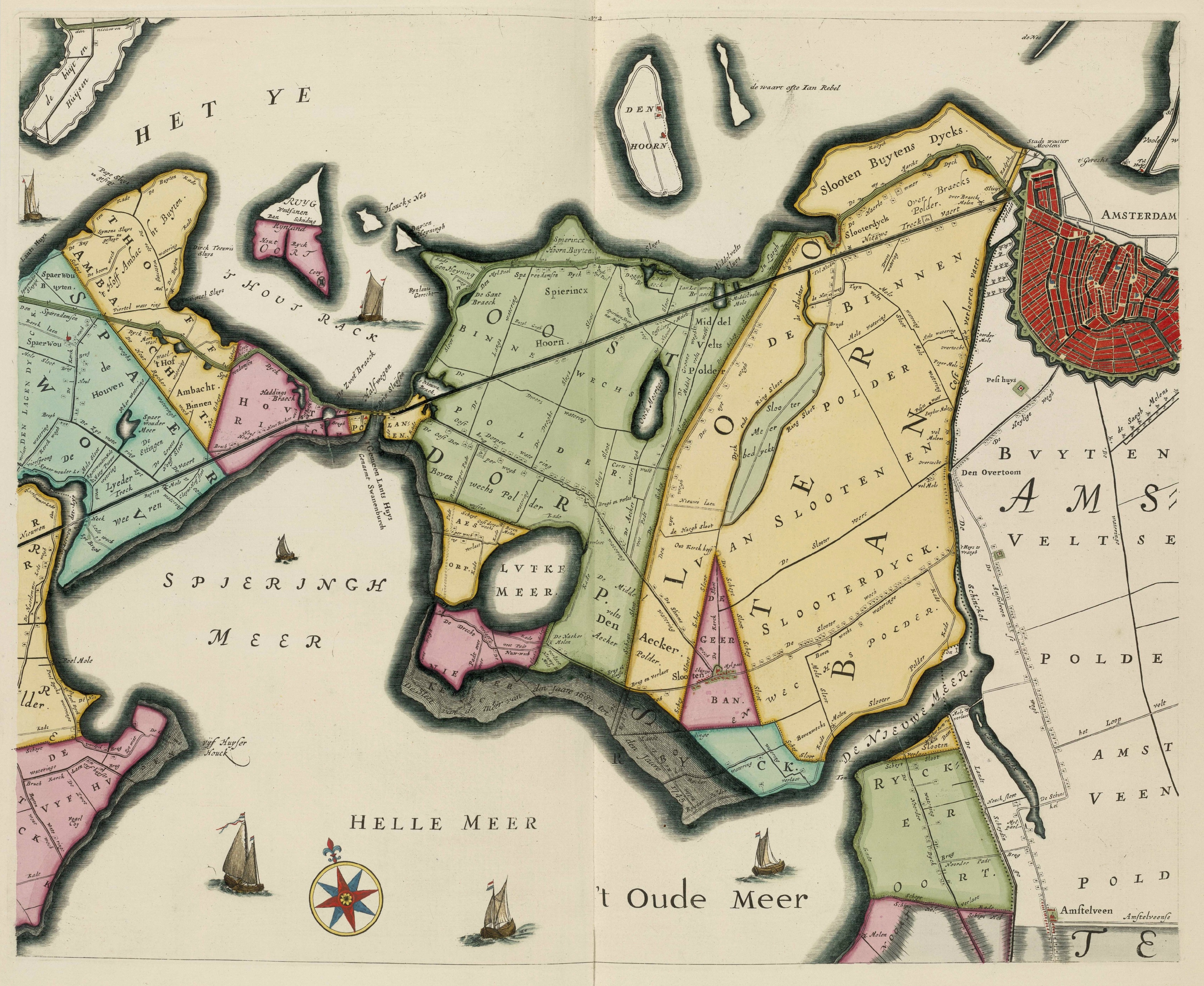
Kaart van Hoogheemraadschap Rijnland (1746)